# Animaliska fibrer

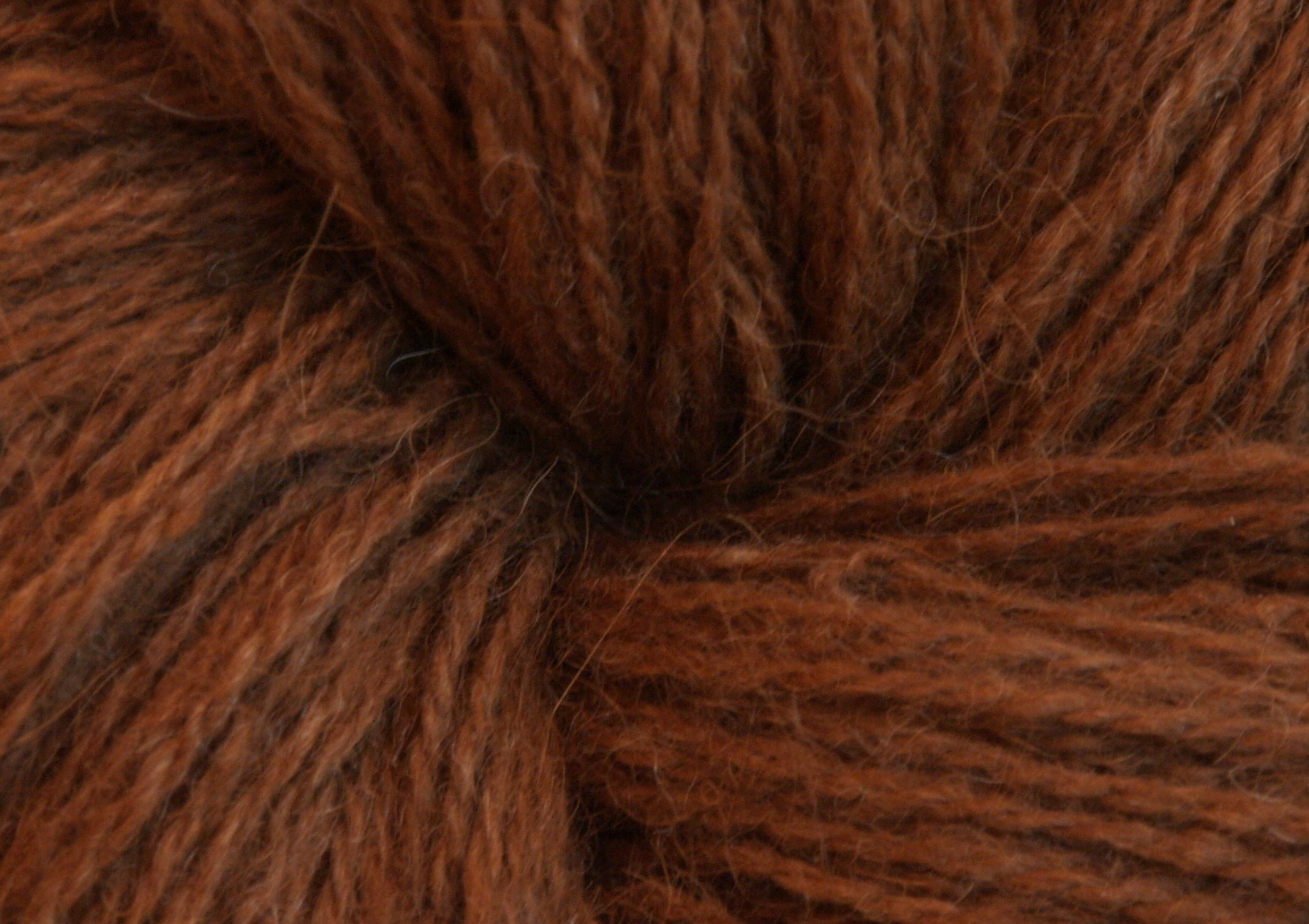
Handvävt lamagarn från Patagonien.

Animaliska fibrer är textilfibrer från djurriket och omfattar således alla ullhårstyper från däggdjur samt silkesfibrer från silkesmaskar. Alla dessa fibrer är uppbyggda av proteiner och kallas därför proteinfibrer.